# Woodside Park (métro de Londres)
Woodside Park (en anglais : Woodside Park tube station ou Woodside Park Underground Station), est une station de la ligne Northern du métro de Londres, en zone 4 Travelcard. Elle est située sur la Woodside Park Road, à Woodside Park (en), sur le territoire du borough londonien de Barnet, dans le Grand Londres.

## Situation sur le réseau
La station Woodside Park, de la branche High Barnet de la ligne Northern du métro de Londres, est située entre les stations Totteridge & Whetstone, en direction du terminus nord High Barnet, et West Finchley en direction du terminus sud Morden. Elle dispose des deux voies de la ligne encadrées par deux quais latéraux, numérotés : 1 et 2.

Plans de la ligne, du métro et des transports à Londres
Ligne Northern.
Métro.
Réseaux de Londres.

## Histoire

### Gare ferroviaire
La gare, alors dénommée Torrington Park, est mise en service le 1er avril 1872 par la Great Northern Railway. Elle est renommée moins d'un mois après son ouverture, puis une deuxième fois en 1882. En 1923, elle devient une gare de la London & North Eastern Railway (en) (LNER). Le service de la gare par la LNER prend fin lors de la fermeture de ses circulations sur la relation East Finchley par Highgate le 2 mars 1941.
Le service marchandises, repris par British Rail, se poursuit jusqu'au 1er octobre 1962.

### Station du métro
La station Woodside Park  de la ligne Northern du métro de Londres est mise en service le 14 avril 1940.

## Services aux voyageurs

### Accès et accueil
L'entrée principale de la station est située sur la Woodside Park Road, à Woodside Park (en).

### Desserte
La station Woodside Park est desservie par des rames de la ligne Northern du métro de Londres circulant sur les relations High Barnet  - Morden (ou Kennington).

Installations et Desserte
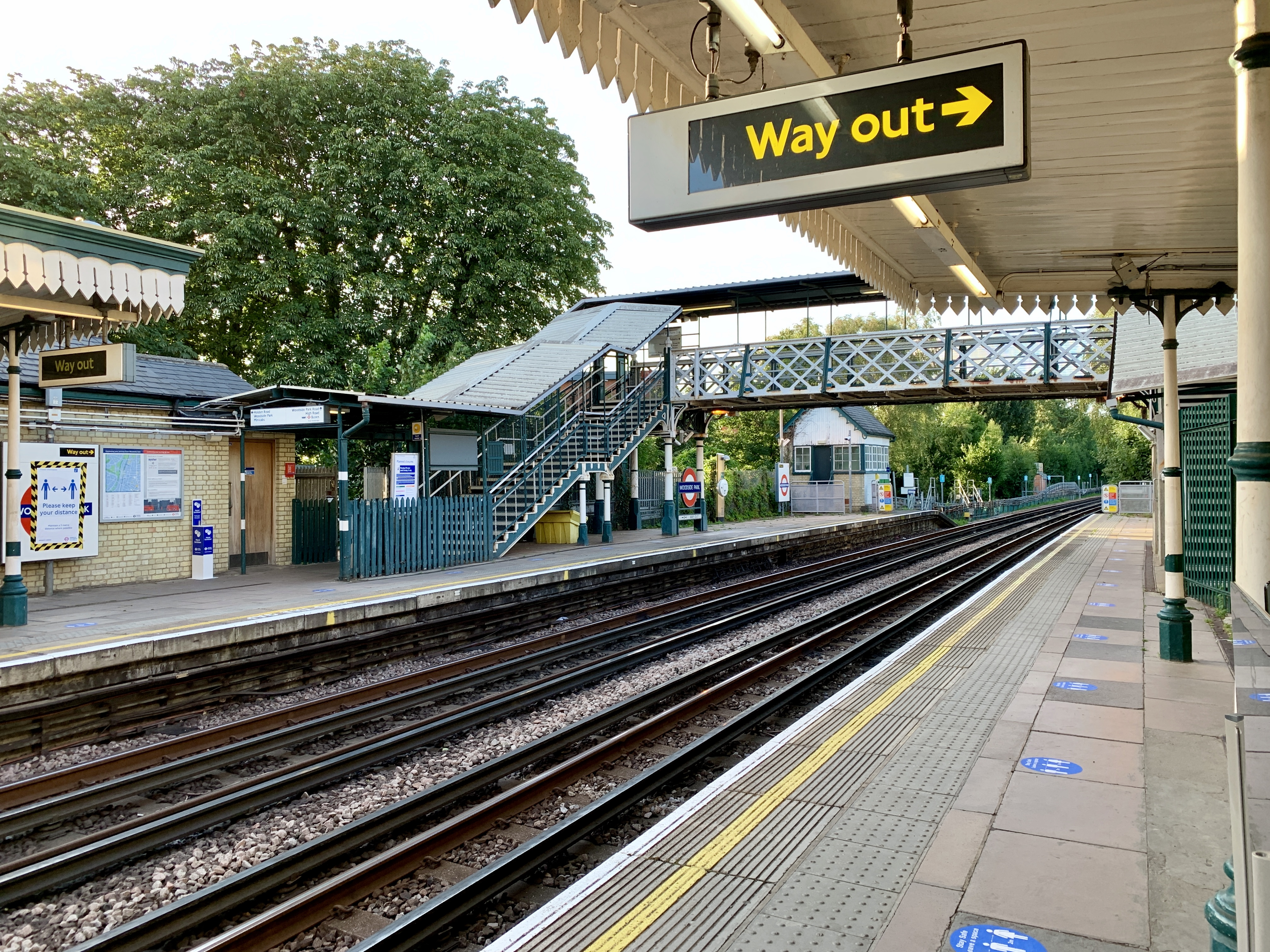
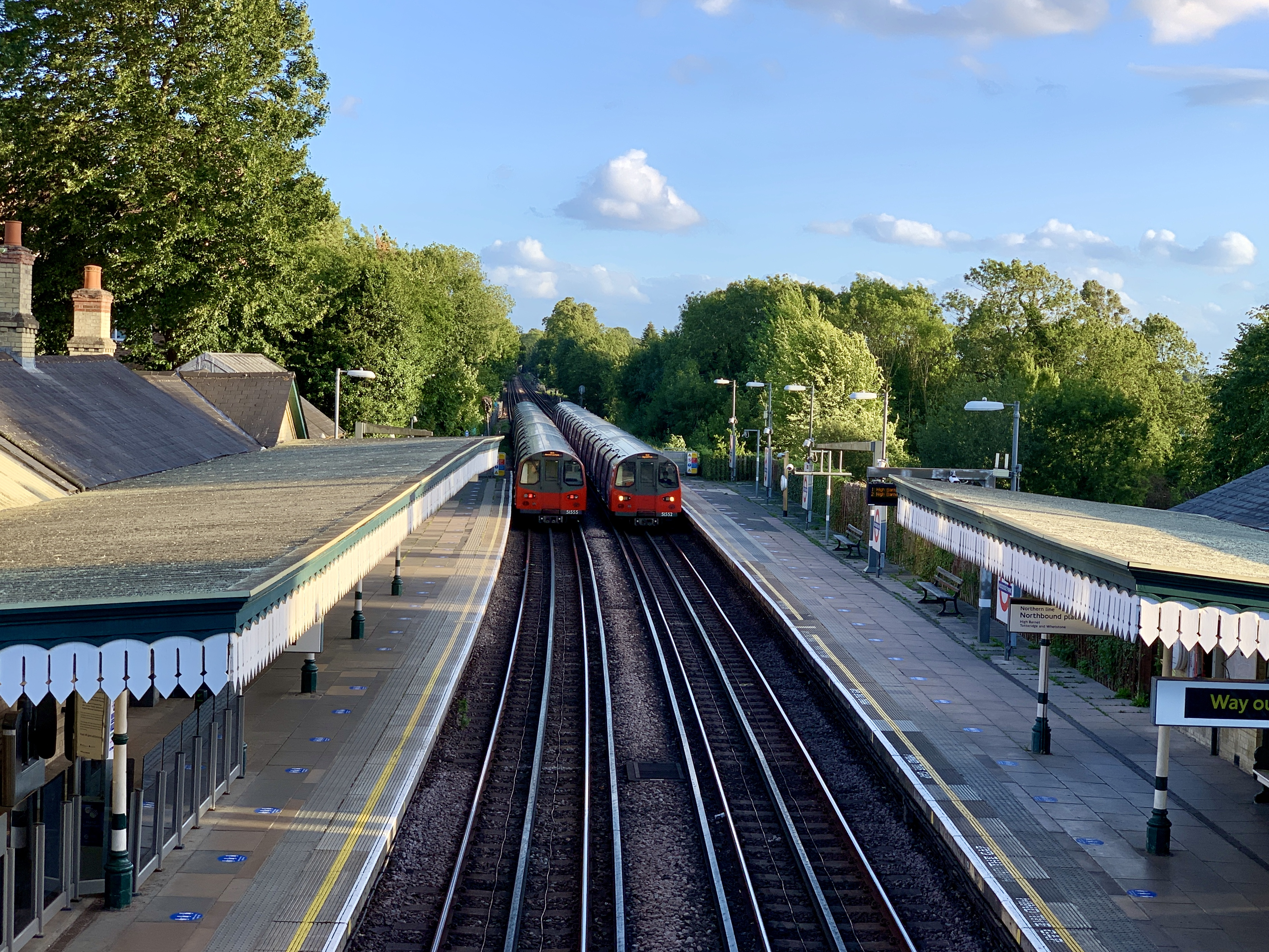
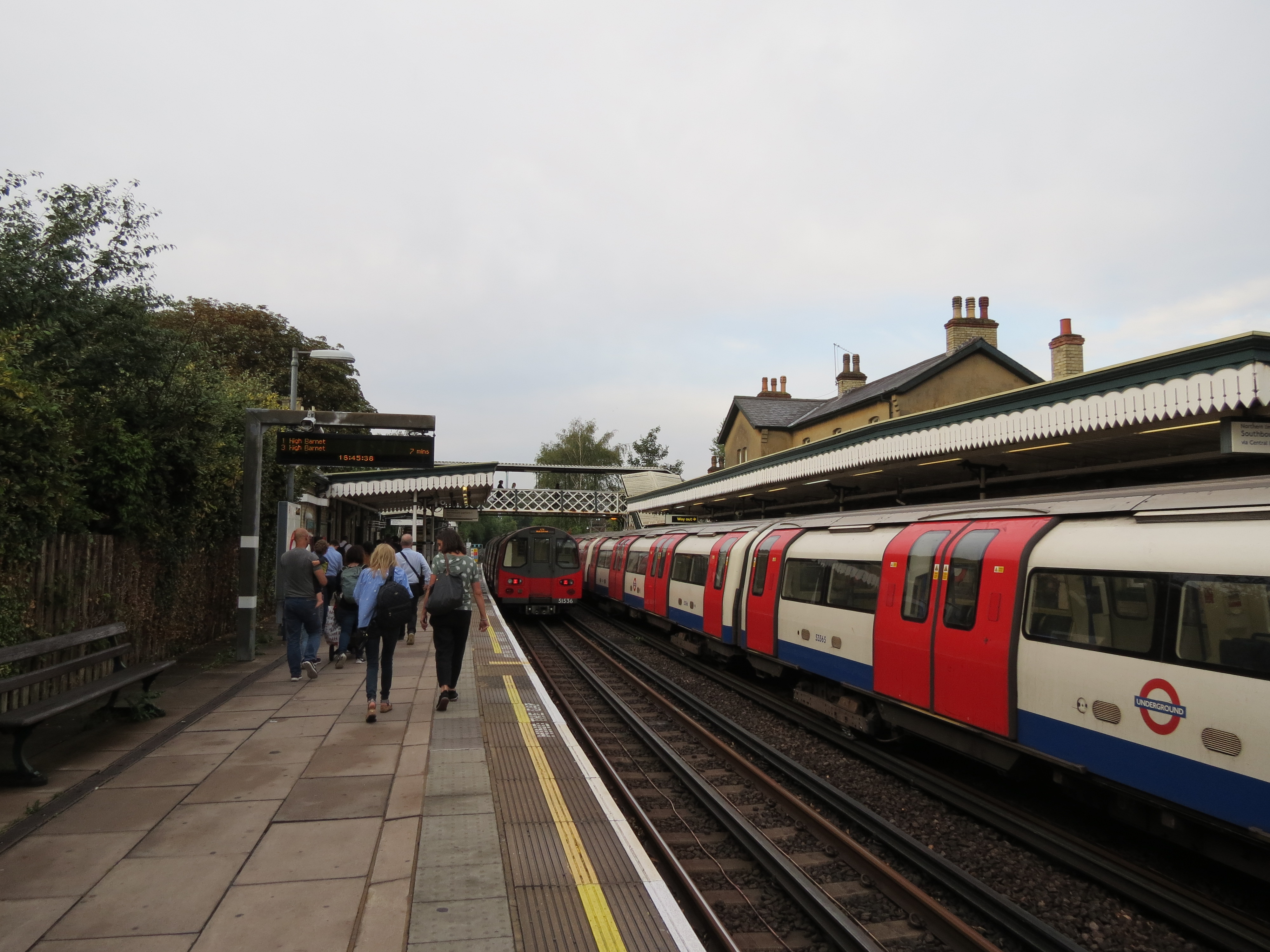

### Intermodalité
Elle est desservie par des autobus de Londres de la ligne 383.

## À proximité
- Woodside Park (en)